# Нвогу, Чуквуди
Чуквиди Нвогу (англ. Nwogu   Chukwudi; род. 12 декабря 1981 года) — нигерийский футболист, играющий на позиции нападающего или полузащитника.

## Биография
В Африке Нвогу играл за «Эньимбу», где выступал до перехода в «Металлург Донецк» из чемпионата Украины. В составе донецкого клуба он так и не сыграл, Нвогу был отдан в аренду «Ворскле». За полтавский клуб нигериец провёл шесть матчей в чемпионате и ещё три в кубке.
В это же время Нвогу дебютировал в сборной Нигерии. Тренер нигерийцев Кристиан Чукву в домашнем матче против сборной Египта выпустил на поле 10 новичков, среди которых был и Чуквуди. Матч закончился вничью 1:1, и в конце игры легионер из украинской команды мог принести «суперорлам» победу, но его удар головой без помех был не точен.
17 января 2003 года тренер «Ворсклы», Андрей Баль, сообщил о переходе Нвогу в «Бейтар Иерусалим». В сезоне 2003/04 игрок вернулся на Украину, его новым клубом стал «Кривбасс», Нвогу провёл за команду четыре матча в чемпионате и один в кубке. В 2004 году он подписал контракт со своим бывшим клубом, «Эньимбой». В сезоне 2004/05 Нвогу провёл один матч за израильский «Хапоэль Нацрат-Иллит».
В 2006 году Нвогу подписал контракт с российским клубом «Спартак Нижний Новгород». 26 марта он дебютировал в матче против «Содовика», игра завершилась безголевой ничьей. Всего в России Нвогу провёл 12 матчей, причём ни один из них не был полным. Свой последний матч за «Спартак» он сыграл 8 июля, его команда с минимальным счётом победила «Сибирь». В 2007 году Нвогу переехал в Швецию, где играл за «Дегерфорс» и «Сюрианску». После 2008 года данные о его карьере отсутствуют.